# Friedrichsberger Brücke

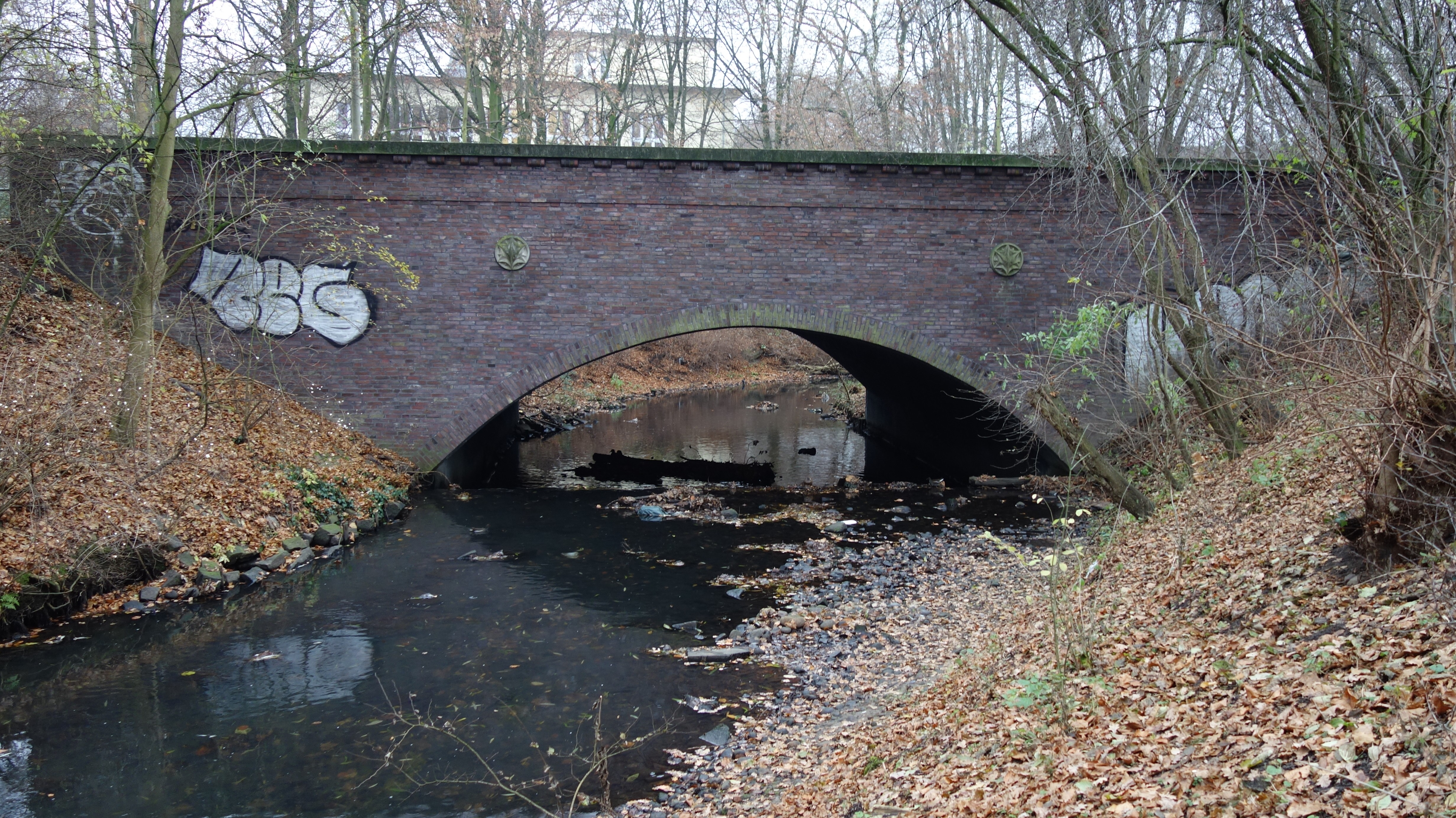
Friedrichsberger Brücke

 Die Friedrichsberger Brücke, auch Friedrichsbergerbrücke, ist eine Straßenbrücke im Hamburger Stadtteil Hamburg-Barmbek-Süd. Es handelt sich um eine gegen 1900 erbaute Bogenbrücke, die mit rotem Backstein verkleidet ist. Links und rechts des Brückenbogens sind über dem Wasser runde Verzierungen aufgebracht.
Die Brücke ist nach der Friedrichsberger Straße benannt, mit der sie die Wandse überquert, die an dieser Stelle Eilbek heißt.
Die Friedrichsberger Brücke ist mit der Nummer 22327 von der Hamburger Behörde für Kultur und Medien als Kulturdenkmal registriert.